# Ticheville
Ticheville é uma comuna francesa na região administrativa da Normandia, no departamento Orne. Estende-se por uma área de 9,95 km². Em 2010 a comuna tinha 208 habitantes (densidade: 20,9 hab./km²).